# 최동수 (클래식 기타 제작가)
최동수는 대한민국의 클래식 기타 제작가이다.

## 생애
현대건설에서 20년 동안 재직하며 임원 자리에까지 올랐지만 1994년에 아내의 유방암이 발견되어 사표를 제출했다. 입사 이전부터 루시어의 길을 걷고 싶어했으나 자식들이 장성하여 자리잡을 때까지 돈을 벌기로 한 것이다. 1년에 두 대의 악기를 만들었는데, 악기에 정해진 가격은 없었고 판매자가 적정가를 지불하는 방식으로 진행되었다. 연 평균 2000만원을 받았고 때로는 돈을 받지 않고 악기를 주기도 했다. 2009년에는 일본의 기타박물관에서 두 대를 구입해 소장하기도 하였다. 최동수는 2018년 6월 오스트리아 빈에서 열린 기타 박람회에 작품 'TE-54'를 출품한 것을 마지막으로 업계를 떠났다.